# Chulumani
Chulumani – miasto w Boliwii, w departamencie La Paz, w prowincji Sud Yungas.